# Via the Fire Escape
Via the Fire Escape è un cortometraggio muto del 1914 diretto da Harry A. Pollard. Prodotto dalla Beauty (American Film Manufacturing Company), aveva come interpreti Margarita Fischer, Fred Gamble, Joe Harris, Mary Scott.

## Trama
Richard Harding, figlio di un milionario, è innamorato di Anita Bowen, la giornalista del Morning Post. Ma il vecchio Harding non è d'accordo. Intanto, tutti i giornali vogliono ottenere un'intervista con il milionario e anche Anita si trova all'hotel di Harding, inviata dal Morning Post. Dopo diversi tentativi per ottenere l'intervista, tutti andati a vuoto, Anita prende la stanza sopra quella di Harding e, usando la scala antincendio, gli arriva in camera. Il vecchio dapprima è furioso ma poi, rendendosi conto che quella non è una ragazza come le altre, le concede un colloqui. Anita, che vuole il suo assenso alle nozze con il figlio, riesce a coinvolgerlo in diverse situazioni poco compromettenti. Per venirne fuori, alla fine Harding cederà, dandole il consenso tanto desiderato.

## Produzione
Il film fu prodotto dalla Beauty (American Film Manufacturing Company).

## Distribuzione
Distribuito dalla Mutual, il film - un cortometraggio in una bobina - uscì nelle sale statunitensi il 30 giugno 1914.